# 조르당 페리
조르당 페리(프랑스어: Jordan Ferri, 1992년 3월 12일 ~ )는 현재 삼프도리아에서 미드필더로 활약하고 있는 프랑스의 축구 선수이다.
리옹 유소년팀 출신인 그는 2012년 11월 8일, 아틀레틱 빌바오와의 UEFA 유로파리그 경기에서 알렉상드르 라카제트와의 교체를 통해 처음 성인 팀에 데뷔하게 된다. 같은 해 12월 8일 AS 낭시와의 경기에서 앙토니 레베이에르와 교체되어 리그 1에서도 데뷔전을 치르게 된다.